# Shawn Shepard
Shawn Shepherd är en amerikansk skådespelare mest känd för sin roll som Principal Turner i Kanal 5/The CW's succéserie One Tree Hill.

## Filmografi/TV
- Meet the Browns - Doktor
- House of Payne - Joseph Mason
- One Tree Hill - Principal Turner
- Army Wives - Captain Bright
- Passing Glory - Rod
- Mama Flora's Family - Black Soldier

## Fotnoter
1. ↑  Internet Movie Database, IMDb-ID: tt1860213co0047972, läst: 27 april 2022.[källa från Wikidata]